# Hogarth Press

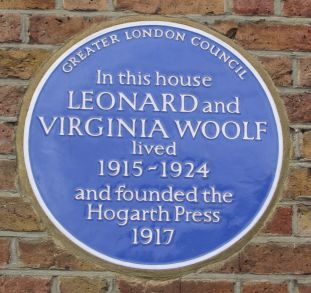
Placa blava (blue plaque) marcant el lloc i la data de fundació de l'editorial.

La Hogarth Press és una editorial britànica fundada l'any 1917 pels escriptors Leonard i Virginia Woolf. El nom prové de la seva casa a Richmond, el districte occidental de Londres on vivien i on van començar a imprimir els llibres que publicaven.

## Història
El propòsit de l'editorial era donar a conèixer obres d'actualitat en diversos camps: des de ficció fins a economia, passant per crítica cultural o psicologia. Al començament, els Woolf feien servir una impremta senzilla feta a casa que situaren sota la taula del menjador. Durant el període d'entreguerres, després de l'èxit de l'obra de Virginia Woolf titulada Kew Gardens (1919), i la major seguretat econòmica que va permetre, la Hogarth Press va deixar de ser un hobby del matrimoni per convertir-se en una empresa real, amb la introducció al taller d'impressores comercials. L'any 1938 Virginia Woolf va perdre el seu interès en el negoci, moment en el qual va vendre la seva part a John Lehmann, que va seguir regentant l'editorial amb Leonard Woolf, convertida en companyia associada a Chatto & Windus.
L'editorial es va fer famosa per imprimir els llibres del Grup de Bloomsbury, del qual formava part el matrimoni Woolf, a més de publicar llibres pioners de la psicoanàlisi, amb la col·laboració d'Anna Freud, i traduccions de literatura estrangera, principalment literatura russa, com ara Tolstoi, Fiódor Dostoievski o Txékhov. Entre 1917 i 1946, la Hogarth Press va publicar 525 obres.

## Disseny
Les cobertes dels llibres eren realitzades al començament per la germana de Virginia, Vanessa Bell, qui s'encarregava del disseny. D'altres artistes que varen col·laborar amb el disseny de l'editorial inclouen John Banting, William Nicholson i Graham Sutherland, amb les seves propostes innovadores i afins als ideals modernistes del cercle de Bloomsbury.

## Publicacions destacades
- Kam, de Ruth Manning-Sanders, 1922.
- The Waste Land, de T.S. Eliot, 1923. La primera edició al Regne Unit.
- In a province, de Laurens van der Post, 1934.
- Essays, poems and letters, de Julian Bell (fill de Vanessa Bell, mort a la Guerra Civil Espanyola), 1938.
- The Standard Edition of the Complete Works of Sigmund Freud, 1953-1974.